# Niclas Larsson
Niclas Larsson est un acteur, scénariste et réalisateur suédois né le 29 décembre 1990 à Malmö en Suède.

## Filmographie

### Comme acteur

#### Courts métrages
- 2003 : Tillträde förbjudet
- 2004 : Flickan som slutade ljuga
- 2005 : Uttagningen
- 2010 : Kom närmare

#### Films
- 2005 : Storm
- 2006 : Den enskilde medborgaren
- 2006 : 7 miljonärer

#### Téléfilms
- 2009 : Fallet - Rödeby

#### Séries télévisées
- 2001 : En ängels tålamod
- 2003 : De drabbade
- 2009 : Stormen
- 2010 : Les Enquêtes du commissaire Winter

### Comme réalisateur et scénariste

#### Courts métrages
- 2013 : Vatten
- 2015 : Our Broken Heart
- 2015 : The Magic Diner
- 2018 : The Magic Diner Pt.II

#### Longs métrages
- 2023 : Mother, Couch (en)